# Solenidium
Solenidium – rodzaj roślin z rodziny storczykowatych (Orchidaceae). Obejmuje 3 gatunki występujące w Ameryce Południowej w Boliwii, Brazylii, Kolumbii, Ekwadorze, Gujanie Francuskiej, Gujanie, Peru, Wenezueli.

## Systematyka
Rodzaj sklasyfikowany do podplemienia Oncidiinae w plemieniu Cymbidieae, podrodzina epidendronowe (Epidendroideae), rodzina storczykowate (Orchidaceae), rząd szparagowce (Asparagales) w obrębie roślin jednoliściennych.
Wykaz gatunków
- Solenidium lunatum (Lindl.) Schltr.
- Solenidium portillae Dalström & Whitten
- Solenidium racemosum Lindl.